# 烏戈爾尼基 (伊萬諾-弗蘭科夫斯克州)
48°55′15″N 24°45′36″E / 48.92083°N 24.76000°E
烏戈爾尼基（烏克蘭語：Угорники），是烏克蘭的村落，位於該國西部伊萬諾-弗蘭科夫斯克州，始建於1378年，面積6.73平方公里，2024年人口2,735，人口密度每平方公里479.6人。